# Okres Jeseník
Der Okres Jeseník (deutsch Bezirk Freiwaldau) ist eine Gebietskörperschaft im Olomoucký kraj in Tschechien. Die Okresy waren in etwa vergleichbar mit den Landkreisen in Deutschland, die Bezirksverwaltungen wurden zum 31. Dezember 2002 aufgelöst.
Der Bezirk befindet sich im nördlichsten Teil Mährens an der Grenze zu Polen in Mährisch-Schlesien und umfasst das nördliche Altvatergebirge (tschechisch: Hrubý Jeseník) und das Reichensteiner Gebirge (tschechisch: Rychlebské hory). Im Okres Jeseník leben auf 719 km² 36.991 Einwohner (Stand 1. Januar 2023) in 24 Gemeinden (Obec) mit 56 Ortsteilen (část obcí). Die Region Jesenicko besteht aus vier Mikroregionen. Im Jahre 1996 wurde die Stadt Zlaté Hory aus dem Okres Bruntál ausgegliedert und gehört seither zum Okres Jeseník.
34 % der Fläche ist landwirtschaftlich nutzbar, 59 % ist bewaldet. Etwa die Hälfte des Bezirks gehört zum Naturschutzgebiet Jeseníky mit dem höchsten Berg Praděd (Altvater, knapp außerhalb des Bezirks) und vielen bekannten Skiregionen wie Ramzová und Ostružná. Daneben führen durch den Bezirk Fahrradfernwege von Głuchołazy nach Břeclav sowie der polnisch-tschechische Weg von Lądek-Zdrój über Javorník nach Otmuchów.
Daneben sind viele historische Denkmäler einen Besuch wert.
- Schloss Johannesberg bei Javorník, ehemalige Sommerresidenz der Breslauer Bischöfe.
- Volksarchitektur in Domašov, Horní Údolí oder Vápenná.
- Heilquellen in Jeseník, Dolní Lipová, Zlaté Hory

## Städte und Gemeinden
Bernartice (Barzdorf) – Bělá pod Pradědem (Waldenburg) – Bílá Voda (Weißwasser) – Černá Voda (Schwarzwasser) – Česká Ves (Böhmischdorf) – Hradec-Nová Ves (Gröditz-Neudorf) – Javorník (Jauernig) – Jeseník (Freiwaldau) – Kobylá nad Vidnavkou (Jungferndorf) – Lipová-lázně (Bad Lindewiese) – Mikulovice (Niklasdorf) – Ostružná (Spornhau) – Písečná (Sandhübel) – Skorošice (Gurschdorf) – Stará Červená Voda (Alt Rothwasser) – Supíkovice (Saubsdorf) – Uhelná (Sörgsdorf) – Vápenná (Setzdorf) – Velká Kraš (Groß Krosse) – Velké Kunětice (Groß Kunzendorf) – Vidnava (Weidenau) – Vlčice (Wildschütz) – Zlaté Hory (Zuckmantel) – Žulová (Friedeberg)